# 賽狗

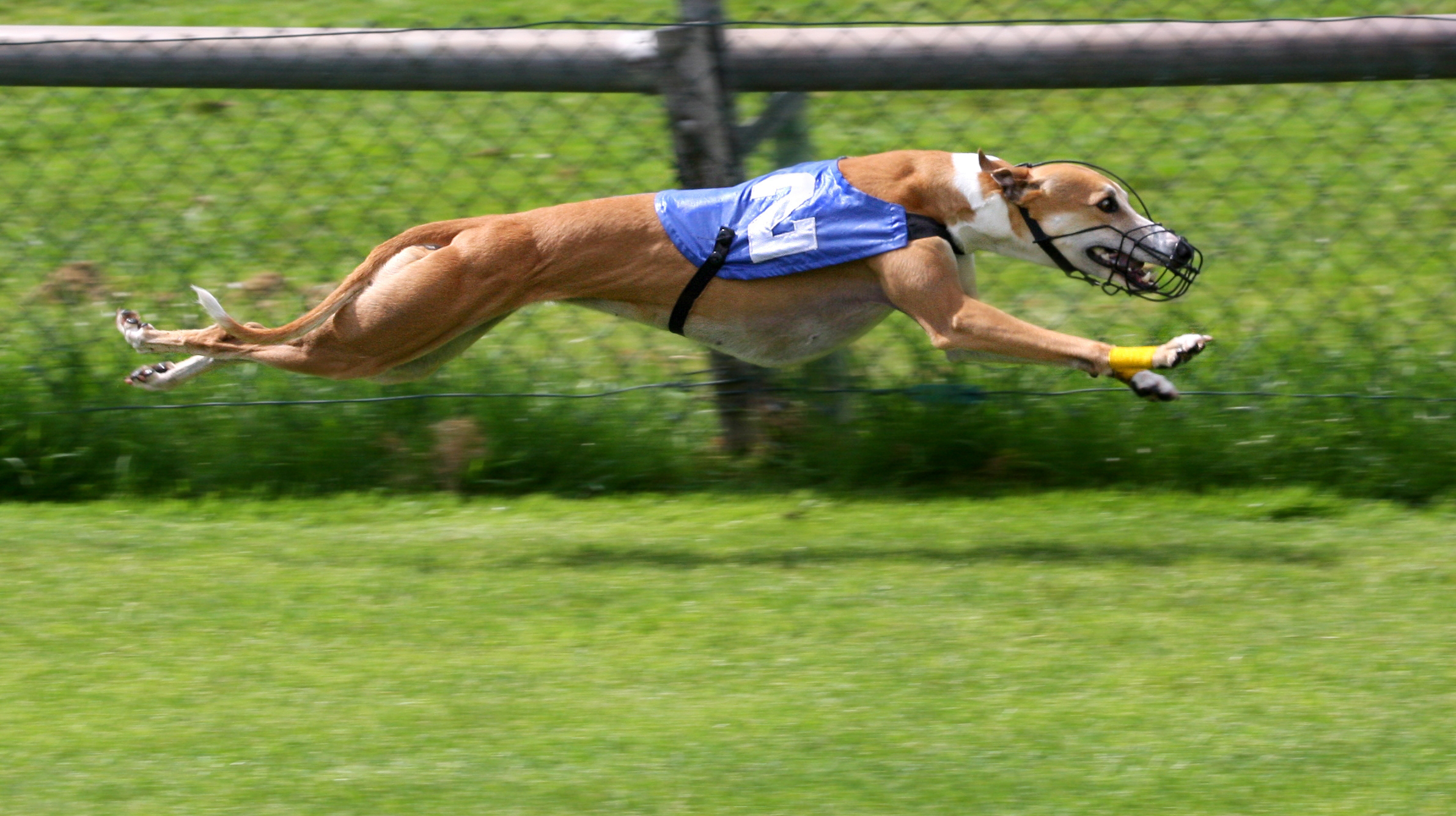
賽狗

赛狗是一種比拼狗奔跑速度的比賽，通常這種狗是格雷伊獵犬，賽狗時格雷伊獵犬要在赛道上奔跑。  為了能讓狗能順利跑完，人們會用誘餌引誘狗奔向终点线。与赛马一样，赛狗比赛通常也是一種賭博，人們可以对比賽结果下注。由于賽狗時狗會過於勞累，經常有狗過早死亡，而這涉嫌虐待动物，所以一直有人宣傳抵制賽狗。 